# Calumma tsaratananense
Calumma tsaratananense är en ödleart som beskrevs av  Brygoo och DOMERGUE 1967. Calumma tsaratananense ingår i släktet Calumma och familjen kameleonter. IUCN kategoriserar arten globalt som sårbar. Inga underarter finns listade.